# 美国州政府
在美国，州政府是在机构单位内行使政府职能的组织，其级别低于美国联邦政府。 美国每个州政府都在规定的地理区域内拥有立法、行政和司法权力。
美国由50个州组成：最初的十三殖民地中有9个州在1789年《美国宪法》生效时已经是美国的一部分，而剩下的4个州则在宪法生效后批准了宪法；其余37个州则是由美国国会依据美国宪法第四条第三款授权批准加入联邦。

## 法律地位
虽然美国境内的每个州的政府都在其管辖范围内拥有法律和行政管辖权， 但它们并不是国际法中威斯特伐利亚主权体系所定义的“主权国家”——即每个主权国家对其领土和国内事务拥有主权，排除所有外部势力侵扰；每个国家（无论大小，或强或弱）在国际法上一律平等。 此外，美国成员州不拥有国际法律主权；这意味着它们不被法国、德国或英国等其他主权国家承认， 也不拥有完全相互依存的主权，这意味着他们无法控制人员跨境流动。
这种形式的有限主权（在宪制法律术语中通常称为“双重主权”或“独立主权”）源自宪法第十修正案，其中规定“宪法未授予合众国、也未禁止各州行使的权力，由各州各自保留，或由人民保留。” 州政府根据州法（包括州宪法和州法规）构建；它们与联邦体制具有相同的结构模式，分为政府三个分支：行政、立法和司法。
根据宪法组成最初联邦的13个州政府的根源可以追溯到十三殖民地的殖民政府。在最初的13个州之后加入联邦的大多数州都是由国会根据宪法第四条第3款第2项规定的全权建立和管理的有组织的领土组成的。
六个州在加入联邦之前从未成为联邦政府的一个有组织的领土；也不是联邦政府的一部分。 其中三个州是从原有的州分离而来，例如：肯塔基州（1792年从弗吉尼亚州分离）、缅因州（1820年从马萨诸塞州分离）和西弗吉尼亚州（1863年从弗吉尼亚州分离）；其中两个在加入时是主权国家，例如：德克萨斯州（1845年并入而此前为德克萨斯共和国）和佛蒙特州（1791年并入而此前为未获承认却事实存在的佛蒙特共和国）；还有一个是在无建制领土上建立的，例如：加利福尼亚州（1850年并入，此前为墨西哥根据《瓜达卢佩·伊达尔戈条约》于1848年割让给美国的土地）。

## 立法机关
美国各州的立法机关由州议会组成。
除内布拉斯加州之外，美国其余州议会均为两院制，即由两个议院组成。而一院制的内布拉斯加州议会通常被称为“参议院”，而其成员则被正式称为“参议员”。
虽然美国各州的立法机关都被译为“议会”，但实际上其英文名则是有所区别的。美国绝大部分（26个）州的州议会都被称为；19个州被称为；俄勒冈州和北达科他州被称为；马萨诸塞州和新罕布什尔州则被称为。

### 上议院
在美国49个采用两院制的州议会中，它们的上议院都被称为“参议院”。
在1946年之前，美国的州参议员一般是从人口不一定相等的选区中选举产生。在某些情况下，这些选区大多以各州的县界线为基础。而在绝大多数州，参议院选区为人口相对稀少的农村地区提供了较多的代表权。但是在1964年的“雷诺兹诉西姆斯案”中，美国最高法院裁定，与美国参议院选举不同，州参议员选举必须从人口大致相等的选区中选举产生。

### 下议院
美国49个采用两院制的州议会中，它们的下议院通常被称为“众议院”，不过它们的具体英文名则有所区别。其中40个州使用为名称；马里兰州、弗吉尼亚州、西弗吉尼亚州则使用；加利福尼亚州和威斯康辛州使用；内华达州和纽约州使用；而新泽西州则使用。

## 行政机关
每个州的行政部门都由选举产生的州长领导。大多数州都有多个行政机构，其中行政部门的几个主要成员由人民直接选举产生，与州长一起任职。这些职位包括副州长（通常与州长共同列名选票）、州检察长、州务卿、州审计长（或称州监查官 / 州主计长）、州财务长、农业专员、教育专员（教育长）和保险专员。
每个州政府都可以按照自己喜欢的方式自由组织其行政部门和机构。这导致各州在政府组织方式的各个方面存在巨大差异。
大多数州政府传统上都将部门作为行政部门的标准最高级别组成部分，因为一个部门的部长通常被认为是州长内阁的成员，是州长与其指定的所有机构之间的主要接口。一个部门通常由几个部门、办公室和代理机构组成。州政府还可以包括各种董事会、委员会、理事会、公司、办事处或局；它们可以从属于现有的部门，也可以完全独立。

## 司法机关
大多数州的司法部门都有一个终审法院，通常称为州最高法院，其负责审理下级州法院的上诉。纽约州的最高法院被称为纽约上诉法院，而其初审法院被称为最高法院。马里兰州最高法院被称为马里兰州上诉法院，直到2022年更名为马里兰州最高法院。 德克萨斯州和俄克拉荷马州分别设有单独的民事和刑事上诉终审法院。 每个州的终审法院对州法律问题拥有最终决定权，并且只能在联邦法律问题上被美国最高法院否决。
法院的结构和法官的选择方法由各州的宪法或立法机关决定。大多数州至少有一个初审法院和一个中级上诉法院，只有部分案件可以上诉到最高法院。
特拉华州有一个独特的衡平法院，称为特拉华州衡平法院。

## 机构设置
尽管美国各州政府的具体机构设置各有不同，但大多数州的政府都有一些相同或相似的机构设置。
| - 州长办公室 - 副州长办公室 - 州检察总长办公室 - 农业部门 - 艺术理事会 - 银行 / 金融机构监管部门 - 公务员部门 - 消费者保护部门 - 惩教 / 假释部门 - 经济发展部门 | - 教育部门 - 灾害管理部门 - 能源部门 - 环境部门 - 防火部门 - 医疗保健部门 - 高速路巡警部门 - 国土安全部门 - 住房部门 - 保险监管部门 | - 司法部门 - 劳工部门 - 法律改革部门 - 彩票部门 - 机动车辆部门 - 军事 / 民兵部门 - 职业安全健康部门 - 政府雇员退休金部门 - 公共卫生部门 - 州务卿办公室 | - 州立公园部门 - 州警部门 - 州立大学系统 - 交通运输部门 - 财务部门 - 失业保险部门 - 退伍军人部门 - 劳工赔偿险部门 |

### 教育部门
教育部门通常是州政府开支最大的部门之一。 这其中包括了K–12教育（即小学和中学阶段教育）和州立大学系统。

### 医疗保健部门
医疗保健部门同样也是美国州政府开支最大的领域之一。 这其中包括联邦医疗补助和儿童健康保险计划的开支。